# Liste der ältesten Menschen
Der älteste Mensch, dessen Alter wissenschaftlich verifiziert wurde, ist die Französin Jeanne Calment, die im Alter von 122 Jahren und 164 Tagen starb. Als ältester lebender Mensch gilt die Engländerin Ethel Caterham, geboren am 21. August 1909 und damit 116 Jahre und 0 Tage alt. Der älteste Mensch aus den deutschsprachigen Ländern war die in die Vereinigten Staaten emigrierte Augusta Holtz, die im Alter von 115 Jahren und 79 Tagen starb. Die älteste lebende Person in den deutschsprachigen Ländern ist die Österreicherin Anna Wagner, geboren am 6. Juni 1914 und damit 111 Jahre und 76 Tage alt.

## Systematik der Listen
Die nachfolgenden Listen entsprechen dem gegenwärtigen Forschungsstand und erheben keinen Anspruch auf abschließende Richtigkeit. Für die nach Geschlecht getrennten Daten siehe Liste der ältesten Frauen und Liste der ältesten Männer.
Ist keine weitere Quellenangabe vorhanden, entsprechen die Daten denen der Gerontology Research Group, siehe Weblinks.
Farblegende:00lebende Frauen (rosa)00lebende Männer (blau)00anderweitige Quellen (gelb)

## Älteste Menschen weltweit
Im internationalen Teil dieser Seite werden nur Menschen aufgeführt, deren Lebensdaten wissenschaftlich nachgewiesen werden konnten und von einer entsprechenden Institution veröffentlicht wurden; eine bloße Erwähnung in Massenmedien ist nicht ausreichend.

### Die 100 ältesten Menschen
Über die Platzierung entscheidet zuerst das erreichte Alter in Jahren und Tagen, danach die Anzahl der Lebenstage und zuletzt das frühere Erreichen des Alters.
| #   | Name                            | M/F  | Geburtsdatum       | Todesdatum         | erreichtes Alter       | Lebens- tage | Land                           |
| --- | ------------------------------- | ---- | ------------------ | ------------------ | ---------------------- | ------------ | ------------------------------ |
| 001 | Jeanne Calment                  | Frau | 21. Februar 1875   | 4. August 1997     | 122 Jahre und 164 Tage | 44.724       | Frankreich                     |
| 002 | Kane Tanaka                     | Frau | 2. Januar 1903     | 19. April 2022     | 119 Jahre und 107 Tage | 43.572       | Japan                          |
| 003 | Sarah Knauss                    | Frau | 24. September 1880 | 30. Dezember 1999  | 119 Jahre und 97 Tage  | 43.560       | Vereinigte Staaten             |
| 004 | Lucile Randon                   | Frau | 11. Februar 1904   | 17. Januar 2023    | 118 Jahre und 340 Tage | 43.440       | Frankreich                     |
| 005 | Nabi Tajima                     | Frau | 4. August 1900     | 21. April 2018     | 117 Jahre und 260 Tage | 42.994       | Japan                          |
| 006 | Marie-Louise Meilleur           | Frau | 29. August 1880    | 16. April 1998     | 117 Jahre und 230 Tage | 42.963       | Kanada                         |
| 007 | Violet Brown                    | Frau | 10. März 1900      | 15. September 2017 | 117 Jahre und 189 Tage | 42.923       | Jamaika                        |
| 008 | Maria Branyas Morera            | Frau | 4. März 1907       | 19. August 2024    | 117 Jahre und 168 Tage | 42.903       | Vereinigte Staaten Spanien     |
| 009 | Emma Morano                     | Frau | 29. November 1899  | 15. April 2017     | 117 Jahre und 137 Tage | 42.871       | Italien                        |
| 010 | Chiyo Miyako                    | Frau | 2. Mai 1901        | 22. Juli 2018      | 117 Jahre und 81 Tage  | 42.815       | Japan                          |
| 011 | Delphia Welford                 | Frau | 9. September 1875  | 14. November 1992  | 117 Jahre und 66 Tage  | 42.800       | Vereinigte Staaten             |
| 012 | Misao Ōkawa                     | Frau | 5. März 1898       | 1. April 2015      | 117 Jahre und 27 Tage  | 42.760       | Japan                          |
| 013 | Francisca Celsa dos Santos      | Frau | 21. Oktober 1904   | 5. Oktober 2021    | 116 Jahre und 349 Tage | 42.718       | Brasilien                      |
| 014 | María Capovilla                 | Frau | 14. September 1889 | 27. August 2006    | 116 Jahre und 347 Tage | 42.715       | Ecuador                        |
| 015 | Inah Canabarro Lucas            | Frau | 8. Juni 1908       | 30. April 2025     | 116 Jahre und 326 Tage | 42.695       | Brasilien                      |
| 016 | Susannah Mushatt Jones          | Frau | 6. Juli 1899       | 12. Mai 2016       | 116 Jahre und 311 Tage | 42.679       | Vereinigte Staaten             |
| 017 | Gertrude Weaver                 | Frau | 4. Juli 1898       | 6. April 2015      | 116 Jahre und 276 Tage | 42.644       | Vereinigte Staaten             |
| 018 | Júlia Maria Francisca Simão     | Frau | 9. Januar 1901     | 8. Oktober 2017    | 116 Jahre und 272 Tage | 42.640       | Brasilien                      |
| 019 | Fusa Tatsumi                    | Frau | 25. April 1907     | 12. Dezember 2023  | 116 Jahre und 231 Tage | 42.600       | Japan                          |
| 020 | Antônia da Santa Cruz           | Frau | 13. Juni 1905      | 23. Januar 2022    | 116 Jahre und 224 Tage | 42.593       | Brasilien                      |
| 021 | Tomiko Itooka                   | Frau | 23. Mai 1908       | 29. Dezember 2024  | 116 Jahre und 220 Tage | 42.589       | Japan                          |
| 022 | Tane Ikai                       | Frau | 18. Januar 1879    | 12. Juli 1995      | 116 Jahre und 175 Tage | 42.543       | Japan                          |
| 023 | Jeanne Bot                      | Frau | 14. Januar 1905    | 22. Mai 2021       | 116 Jahre und 128 Tage | 42.497       | Frankreich                     |
| 024 | Elizabeth Bolden                | Frau | 15. August 1890    | 11. Dezember 2006  | 116 Jahre und 118 Tage | 42.486       | Vereinigte Staaten             |
| 025 | Besse Cooper                    | Frau | 26. August 1896    | 4. Dezember 2012   | 116 Jahre und 100 Tage | 42.468       | Vereinigte Staaten             |
| 026 | Maria Giuseppa Robucci          | Frau | 20. März 1903      | 18. Juni 2019      | 116 Jahre und 90 Tage  | 42.459       | Italien                        |
| 027 | Tekla Juniewicz                 | Frau | 10. Juni 1906      | 19. August 2022    | 116 Jahre und 70 Tage  | 42.439       | Polen                          |
| 028 | Jiroemon Kimura                 | Mann | 19. April 1897     | 12. Juni 2013      | 116 Jahre und 54 Tage  | 42.422       | Japan                          |
| 029 | Ana Vela Rubio                  | Frau | 29. Oktober 1901   | 15. Dezember 2017  | 116 Jahre und 47 Tage  | 42.416       | Spanien                        |
| 030 | Giuseppina Projetto             | Frau | 30. Mai 1902       | 6. Juli 2018       | 116 Jahre und 37 Tage  | 42.406       | Italien                        |
| 031 | Easter Wiggins                  | Frau | 1. Juni 1874       | 7. Juli 1990       | 116 Jahre und 36 Tage  | 42.405       | Vereinigte Staaten             |
| 032 | Jeralean Talley                 | Frau | 23. Mai 1899       | 17. Juni 2015      | 116 Jahre und 25 Tage  | 42.393       | Vereinigte Staaten             |
| 033 | Edith Ceccarelli                | Frau | 5. Februar 1908    | 22. Februar 2024   | 116 Jahre und 17 Tage  | 42.386       | Vereinigte Staaten             |
| 034 | Ethel Caterham                  | Frau | 21. August 1909    |                    | 116 Jahre und 0 Tage   | 42.369       | Vereinigtes Königreich         |
| 035 | Ella Miller                     | Frau | 6. Dezember 1884   | 21. November 2000  | 115 Jahre und 351 Tage | 42.354       | Vereinigte Staaten             |
| 036 | Shigeyo Nakachi                 | Frau | 1. Februar 1905    | 11. Januar 2021    | 115 Jahre und 345 Tage | 42.348       | Japan                          |
| 037 | Maggie Barnes                   | Frau | 6. März 1882       | 19. Januar 1998    | 115 Jahre und 319 Tage | 42.322       | Vereinigte Staaten             |
| 038 | Dina Manfredini                 | Frau | 4. April 1897      | 17. Dezember 2012  | 115 Jahre und 257 Tage | 42.260       | Italien Vereinigte Staaten     |
| 039 | Shimoe Akiyama                  | Frau | 19. Mai 1903       | 29. Januar 2019    | 115 Jahre und 255 Tage | 42.259       | Japan                          |
| 040 | Christian Mortensen             | Mann | 16. August 1882    | 25. April 1998     | 115 Jahre und 252 Tage | 42.255       | Dänemark Vereinigte Staaten    |
| 041 | Hester Ford                     | Frau | 15. August 1905    | 17. April 2021     | 115 Jahre und 245 Tage | 42.249       | Vereinigte Staaten             |
| 042 | Okagi Hayashi                   | Frau | 2. September 1909  | 26. April 2025     | 115 Jahre und 236 Tage | 42.243       | Japan                          |
| 043 | Charlotte Hughes                | Frau | 1. August 1877     | 17. März 1993      | 115 Jahre und 228 Tage | 42.231       | Vereinigtes Königreich         |
| 044 | Edna Parker                     | Frau | 20. April 1893     | 26. November 2008  | 115 Jahre und 220 Tage | 42.223       | Vereinigte Staaten             |
| 045 | Mary Ann Rhodes                 | Frau | 12. August 1882    | 3. März 1998       | 115 Jahre und 203 Tage | 42.206       | Kanada                         |
| 046 | nicht verfügbar                 | Frau | 15. März 1900      | 27. September 2015 | 115 Jahre und 196 Tage | 42.199       | Japan                          |
| 047 | Margaret Skeete                 | Frau | 27. Oktober 1878   | 7. Mai 1994        | 115 Jahre und 192 Tage | 42.195       | Vereinigte Staaten             |
| 048 | Magdalena Oliver Gabarro        | Frau | 31. Oktober 1903   | 1. Mai 2019        | 115 Jahre und 182 Tage | 42.185       | Spanien                        |
| 049 | Bernice Madigan                 | Frau | 24. Juli 1899      | 3. Januar 2015     | 115 Jahre und 163 Tage | 42.166       | Vereinigte Staaten             |
| 050 | Gertrude Baines                 | Frau | 6. April 1894      | 11. September 2009 | 115 Jahre und 158 Tage | 42.161       | Vereinigte Staaten             |
| 051 | Emiliano Mercado del Toro       | Mann | 21. August 1891    | 24. Januar 2007    | 115 Jahre und 156 Tage | 42.159       | Puerto Rico                    |
| 052 | Bettie Wilson                   | Frau | 13. September 1890 | 13. Februar 2006   | 115 Jahre und 153 Tage | 42.156       | Vereinigte Staaten             |
| 053 | Shin Matsushita                 | Frau | 30. März 1904      | 27. August 2019    | 115 Jahre und 150 Tage | 42.153       | Japan                          |
| 054 | Iris Westman                    | Frau | 28. August 1905    | 3. Januar 2021     | 115 Jahre und 128 Tage | 42.132       | Vereinigte Staaten             |
| 055 | Julie Winnefred Bertrand        | Frau | 16. September 1891 | 18. Januar 2007    | 115 Jahre und 124 Tage | 42.127       | Kanada                         |
| 056 | Maria de Jesus                  | Frau | 10. September 1893 | 2. Januar 2009     | 115 Jahre und 114 Tage | 42.117       | Portugal                       |
| 057 | Marie-Josephine Gaudette        | Frau | 25. März 1902      | 13. Juli 2017      | 115 Jahre und 110 Tage | 42.114       | Vereinigte Staaten Italien     |
| 058 | Thelma Sutcliffe                | Frau | 1. Oktober 1906    | 17. Januar 2022    | 115 Jahre und 108 Tage | 42.112       | Vereinigte Staaten             |
| 059 | Susie Gibson                    | Frau | 31. Oktober 1890   | 16. Februar 2006   | 115 Jahre und 108 Tage | 42.111       | Vereinigte Staaten             |
| 060 | Edna Kern                       | Frau | 14. Oktober 1900   | 20. Januar 2016    | 115 Jahre und 98 Tage  | 42.101       | Vereinigte Staaten             |
| 061 | Marie-Rose Tessier              | Frau | 21. Mai 1910       |                    | 115 Jahre und 92 Tage  | 42.096       | Frankreich                     |
| 062 | Elizabeth Francis               | Frau | 25. Juli 1909      | 22. Oktober 2024   | 115 Jahre und 89 Tage  | 42.093       | Vereinigte Staaten             |
| 063 | Casilda Benegas Gallego         | Frau | 8. April 1907      | 28. Juni 2022      | 115 Jahre und 81 Tage  | 42.085       | Paraguay Argentinien           |
| 064 | Augusta Holtz                   | Frau | 3. August 1871     | 21. Oktober 1986   | 115 Jahre und 79 Tage  | 42.082       | Deutschland Vereinigte Staaten |
| 065 | Valentine Ligny                 | Frau | 22. Oktober 1906   | 4. Januar 2022     | 115 Jahre und 74 Tage  | 42.078       | Frankreich                     |
| 066 | Hendrikje van Andel-Schipper    | Frau | 29. Juni 1890      | 30. August 2005    | 115 Jahre und 62 Tage  | 42.065       | Niederlande                    |
| 067 | Bessie Hendricks                | Frau | 7. November 1907   | 3. Januar 2023     | 115 Jahre und 57 Tage  | 42.061       | Vereinigte Staaten             |
| 068 | Maude Farris-Luse               | Frau | 21. Januar 1887    | 18. März 2002      | 115 Jahre und 56 Tage  | 42.059       | Vereinigte Staaten             |
| 069 | Mina Kitagawa                   | Frau | 3. November 1905   | 19. Dezember 2020  | 115 Jahre und 46 Tage  | 42.050       | Japan                          |
| 070 | Marie Brémont                   | Frau | 25. April 1886     | 6. Juni 2001       | 115 Jahre und 42 Tage  | 42.045       | Frankreich                     |
| 071 | Yoshi Otsunari                  | Frau | 17. Dezember 1906  | 26. Januar 2022    | 115 Jahre und 40 Tage  | 42.044       | Japan                          |
| 072 | Katie Hatton                    | Frau | 18. Dezember 1876  | 24. Januar 1992    | 115 Jahre und 37 Tage  | 42.039       | Vereinigte Staaten             |
| 073 | Koto Okubo                      | Frau | 24. Dezember 1897  | 12. Januar 2013    | 115 Jahre und 19 Tage  | 42.022       | Japan                          |
| 074 | Antonia Gerena Rivera           | Frau | 19. Mai 1900       | 2. Juni 2015       | 115 Jahre und 14 Tage  | 42.017       | Puerto Rico Vereinigte Staaten |
| 075 | Chiyono Hasegawa                | Frau | 20. November 1896  | 2. Dezember 2011   | 115 Jahre und 12 Tage  | 42.014       | Japan                          |
| 076 | Annie Jennings                  | Frau | 12. November 1884  | 20. November 1999  | 115 Jahre und 8 Tage   | 42.010       | Vereinigtes Königreich         |
| 077 | nicht verfügbar                 | Frau | 29. April 1907     | 30. April 2022     | 115 Jahre und 1 Tag    | 42.005       | Japan                          |
| 078 | Eva Morris                      | Frau | 8. November 1885   | 2. November 2000   | 114 Jahre und 360 Tage | 41.997       | Vereinigtes Königreich         |
| 079 | Diolinda Maria da Conceicao     | Frau | 10. März 1906      | 4. März 2021       | 114 Jahre und 359 Tage | 41.997       | Brasilien                      |
| 080 | Kama Chinen                     | Frau | 10. Mai 1895       | 2. Mai 2010        | 114 Jahre und 357 Tage | 41.995       | Japan                          |
| 081 | Sofia Rojas                     | Frau | 13. August 1907    | 30. Juli 2022      | 114 Jahre und 351 Tage | 41.990       | Kolumbien                      |
| 082 | Maria Gomes Valentim            | Frau | 9. Juli 1896       | 21. Juni 2011      | 114 Jahre und 347 Tage | 41.984       | Brasilien                      |
| 083 | Mary Bidwell                    | Frau | 19. Mai 1881       | 25. April 1996     | 114 Jahre und 342 Tage | 41.979       | Vereinigte Staaten             |
| 084 | Hazel Plummer                   | Frau | 19. Juni 1908      | 25. Mai 2023       | 114 Jahre und 340 Tage | 41.978       | Vereinigte Staaten             |
| 085 | Ophelia Burks                   | Frau | 25. Oktober 1903   | 27. September 2018 | 114 Jahre und 337 Tage | 41.976       | Vereinigte Staaten             |
| 086 | Naomi Whitehead                 | Frau | 26. September 1910 |                    | 114 Jahre und 329 Tage | 41.968       | Vereinigte Staaten             |
| 087 | Eliza Underwood                 | Frau | 15. März 1866      | 27. Januar 1981    | 114 Jahre und 318 Tage | 41.956       | Vereinigte Staaten             |
| 088 | Izabel Rosa Pereira             | Frau | 13. Oktober 1910   |                    | 114 Jahre und 312 Tage | 41.951       | Brasilien                      |
| 089 | Juan Vicente Pérez Mora         | Mann | 27. Mai 1909       | 2. April 2024      | 114 Jahre und 311 Tage | 41.949       | Venezuela                      |
| 090 | Kahoru Furuya                   | Frau | 18. Februar 1908   | 25. Dezember 2022  | 114 Jahre und 310 Tage | 41.949       | Japan                          |
| 091 | Mary Josephine Ray              | Frau | 17. Mai 1895       | 7. März 2010       | 114 Jahre und 294 Tage | 41.932       | Kanada Vereinigte Staaten      |
| 092 | Goldie Steinberg                | Frau | 30. Oktober 1900   | 16. August 2015    | 114 Jahre und 290 Tage | 41.928       | Russland Vereinigte Staaten    |
| 093 | Kiyoko Ishiguro                 | Frau | 4. März 1901       | 5. Dezember 2015   | 114 Jahre und 276 Tage | 41.914       | Japan                          |
| 094 | Maria do Couto Maia-Lopes       | Frau | 24. Oktober 1890   | 25. Juli 2005      | 114 Jahre und 274 Tage | 41.912       | Portugal                       |
| 095 | Eudoxie Baboul                  | Frau | 1. Oktober 1901    | 1. Juli 2016       | 114 Jahre und 274 Tage | 41.912       | Frankreich                     |
| 096 | Lucia Laura Sangenito           | Frau | 22. November 1910  |                    | 114 Jahre und 272 Tage | 41.911       | Italien                        |
| 097 | Ramona Trinidad Iglesias-Jordan | Frau | 31. August 1889    | 29. Mai 2004       | 114 Jahre und 272 Tage | 41.909       | Puerto Rico                    |
| 098 | Yukie Hino                      | Frau | 17. April 1902     | 13. Januar 2017    | 114 Jahre und 271 Tage | 41.910       | Japan                          |
| 099 | Charlotte Kretschmann           | Frau | 3. Dezember 1909   | 27. August 2024    | 114 Jahre und 268 Tage | 41.906       | Deutschland                    |
| 100 | Horacio Celi Mendoza            | Mann | 3. Januar 1897     | 25. September 2011 | 114 Jahre und 265 Tage | 41.904       | Peru                           |

### Ältester Mensch
Diese Auflistung des ältesten Menschen erfasst Personen ab dem ersten Supercentenarian, die jeweils das höchste nachweislich erreichte Lebensalter hatten, bis ihr Nachfolger älter wurde als sie.
| Name Lebensdaten erreichtes Alter (= Tage)                                           | M/F  | Land                           | Altersrekord von – bis                  | Rekorddauer in Jahren und Tagen |
| ------------------------------------------------------------------------------------ | ---- | ------------------------------ | --------------------------------------- | ------------------------------- |
| Geert Boomgaard 21. September 1788 – 3. Februar 1899 110 Jahre und 135 Tage (40.311) | Mann | Niederlande                    | 21. September 1898 – 30. September 1902 | 04 Jahre und 9 Tage             |
| Margaret Ann Neve 18. Mai 1792 – 4. April 1903 110 Jahre und 321 Tage (40.496)       | Frau | Vereinigtes Königreich         | 1. Oktober 1902 – 18. August 1925       | 22 Jahre und 321 Tage           |
| Louisa Thiers 2. Oktober 1814 – 17. Februar 1926 111 Jahre und 138 Tage (40.680)     | Frau | Vereinigte Staaten             | 19. August 1925 – 19. September 1926    | 01 Jahr und 31 Tage             |
| Delina Filkins 4. Mai 1815 – 4. Dezember 1928 113 Jahre und 214 Tage (41.487)        | Frau | Vereinigte Staaten             | 20. September 1926 – 15. Oktober 1980   | 54 Jahre und 26 Tage            |
| Eliza Underwood 15. März 1866 – 27. Januar 1981 114 Jahre und 318 Tage (41.956)      | Frau | Vereinigte Staaten             | 16. Oktober 1980 – 17. Juni 1986        | 05 Jahre und 245 Tage           |
| Augusta Holtz 3. August 1871 – 21. Oktober 1986 115 Jahre und 79 Tage (42.082)       | Frau | Deutschland Vereinigte Staaten | 18. Juni 1986 – 19. August 1989         | 03 Jahre und 63 Tage            |
| Easter Wiggins 1. Juni 1874 – 7. Juli 1990 116 Jahre und 36 Tage (42.405)            | Frau | Vereinigte Staaten             | 20. August 1989 – 29. März 1991         | 01 Jahr und 220 Tage            |
| Jeanne Calment 21. Februar 1875 – 4. August 1997 122 Jahre und 164 Tage (44.724)     | Frau | Frankreich                     | 30. März 1991 –                         | 34 Jahre und 144 Tage           |

### Die 10 ältesten lebenden Menschen
Die folgende Tabelle listet die zehn ältesten lebenden Menschen weltweit auf.
| #  | Name                   | Geburtsdatum       | Alter                  | Land                   |
| -- | ---------------------- | ------------------ | ---------------------- | ---------------------- |
| 01 | Ethel Caterham         | 21. August 1909    | 116 Jahre und 0 Tage   | Vereinigtes Königreich |
| 02 | Marie-Rose Tessier     | 21. Mai 1910       | 115 Jahre und 92 Tage  | Frankreich             |
| 03 | Naomi Whitehead        | 26. September 1910 | 114 Jahre und 329 Tage | Vereinigte Staaten     |
| 04 | Izabel Rosa Pereira    | 13. Oktober 1910   | 114 Jahre und 312 Tage | Brasilien              |
| 05 | Lucia Laura Sangenito  | 22. November 1910  | 114 Jahre und 272 Tage | Italien                |
| 06 | Klawdija Gadjutschkina | 5. Dezember 1910   | 114 Jahre und 259 Tage | Russland               |
| 07 | Andrée Bertoletto      | 1. Januar 1911     | 114 Jahre und 232 Tage | Frankreich             |
| 08 | Mary Harris            | 13. Mai 1911       | 114 Jahre und 100 Tage | Vereinigte Staaten     |
| 09 | Shigeko Kagawa         | 28. Mai 1911       | 114 Jahre und 85 Tage  | Japan                  |
| 10 | Bonita Gibson          | 4. Juli 1911       | 114 Jahre und 48 Tage  | Vereinigte Staaten     |

### Ältester lebender Mensch
Diese Liste führt jene Personen auf, die zeitlich aufeinanderfolgend – zwischen dem Tod des Vorgängers und dem eigenen Tod – jeweils der älteste lebende Mensch waren.
| Name                            | M/F  | Geburtsdatum       | Todesdatum         | Alter                  | Land                           |
| ------------------------------- | ---- | ------------------ | ------------------ | ---------------------- | ------------------------------ |
| Georgette Jeanmaire             | Frau | 13. Januar 1857    | 6. Juni 1968       | 111 Jahre und 145 Tage | Frankreich                     |
| Johanna Booysen                 | Frau | 17. Januar 1857    | 16. Juni 1968      | 111 Jahre und 151 Tage | Südafrika                      |
| Marie Bernátková                | Frau | 22. Oktober 1857   | 4. Mai 1969        | 111 Jahre und 194 Tage | Tschechoslowakei               |
| Ada Roe                         | Frau | 6. Februar 1858    | 11. Januar 1970    | 111 Jahre und 328 Tage | Vereinigtes Königreich         |
| Josefa Salas Mateo              | Frau | 14. Juli 1860      | 27. Februar 1973   | 112 Jahre und 228 Tage | Spanien                        |
| Alice Stevenson                 | Frau | 10. Juli 1861      | 18. August 1973    | 112 Jahre und 35 Tage  | Vereinigtes Königreich         |
| Elizabeth Watkins               | Frau | 10. März 1863      | 31. Oktober 1973   | 110 Jahre und 235 Tage | Vereinigtes Königreich         |
| Mito Umeda                      | Frau | 27. März 1863      | 31. Mai 1975       | 112 Jahre und 65 Tage  | Japan                          |
| Niwa Kawamoto                   | Frau | 5. August 1863     | 16. November 1976  | 113 Jahre und 103 Tage | Japan                          |
| Sophia De Muth                  | Frau | 30. Juni 1866      | 2. Dezember 1977   | 111 Jahre und 155 Tage | Vereinigte Staaten             |
| Marie-Virginie Duhem            | Frau | 2. August 1866     | 25. April 1978     | 111 Jahre und 266 Tage | Frankreich                     |
| Fannie Thomas                   | Frau | 14. April 1867     | 22. Januar 1981    | 113 Jahre und 283 Tage | Vereinigte Staaten             |
| Augustine Teissier              | Frau | 2. Januar 1869     | 8. März 1981       | 112 Jahre und 65 Tage  | Frankreich                     |
| Nellie Spencer                  | Frau | 24. August 1869    | 13. November 1982  | 113 Jahre und 81 Tage  | Vereinigte Staaten             |
| Emma Wilson                     | Frau | 12. Mai 1870       | 12. Oktober 1983   | 113 Jahre und 153 Tage | Vereinigte Staaten             |
| Augusta Holtz                   | Frau | 3. August 1871     | 21. Oktober 1986   | 115 Jahre und 79 Tage  | Deutschland Vereinigte Staaten |
| Mary McKinney                   | Frau | 30. Mai 1873       | 2. Februar 1987    | 113 Jahre und 248 Tage | Vereinigte Staaten             |
| Anna Eliza Williams             | Frau | 2. Juni 1873       | 27. Dezember 1987  | 114 Jahre und 208 Tage | Vereinigtes Königreich         |
| Florence Knapp                  | Frau | 10. Oktober 1873   | 11. Januar 1988    | 114 Jahre und 93 Tage  | Vereinigte Staaten             |
| Easter Wiggins                  | Frau | 1. Juni 1874       | 7. Juli 1990       | 116 Jahre und 36 Tage  | Vereinigte Staaten             |
| Jeanne Calment                  | Frau | 21. Februar 1875   | 4. August 1997     | 122 Jahre und 164 Tage | Frankreich                     |
| Marie-Louise Meilleur           | Frau | 29. August 1880    | 16. April 1998     | 117 Jahre und 230 Tage | Kanada                         |
| Sarah Knauss                    | Frau | 24. September 1880 | 30. Dezember 1999  | 119 Jahre und 97 Tage  | Vereinigte Staaten             |
| Ella Miller                     | Frau | 6. Dezember 1884   | 21. November 2000  | 115 Jahre und 351 Tage | Vereinigte Staaten             |
| Marie Brémont                   | Frau | 25. April 1886     | 6. Juni 2001       | 115 Jahre und 42 Tage  | Frankreich                     |
| Maude Farris-Luse               | Frau | 21. Januar 1887    | 18. März 2002      | 115 Jahre und 56 Tage  | Vereinigte Staaten             |
| Grace Clawson                   | Frau | 15. November 1887  | 28. Mai 2002       | 114 Jahre und 194 Tage | Vereinigtes Königreich         |
| Adelina Domingues               | Frau | 19. Februar 1888   | 21. August 2002    | 114 Jahre und 183 Tage | Kap Verde                      |
| Mae Harrington                  | Frau | 20. Januar 1889    | 29. Dezember 2002  | 113 Jahre und 343 Tage | Vereinigte Staaten             |
| Yukichi Chuganji                | Mann | 23. März 1889      | 28. September 2003 | 114 Jahre und 189 Tage | Japan                          |
| Mitoyo Kawate                   | Frau | 15. Mai 1889       | 13. November 2003  | 114 Jahre und 182 Tage | Japan                          |
| Ramona Trinidad Iglesias-Jordan | Frau | 31. August 1889    | 29. Mai 2004       | 114 Jahre und 272 Tage | Puerto Rico                    |
| María Capovilla                 | Frau | 14. September 1889 | 27. August 2006    | 116 Jahre und 347 Tage | Ecuador                        |
| Elizabeth Bolden                | Frau | 15. August 1890    | 11. Dezember 2006  | 116 Jahre und 118 Tage | Vereinigte Staaten             |
| Emiliano Mercado del Toro       | Mann | 21. August 1891    | 24. Januar 2007    | 115 Jahre und 156 Tage | Puerto Rico                    |
| Emma Tillman                    | Frau | 22. November 1892  | 28. Januar 2007    | 114 Jahre und 67 Tage  | Vereinigte Staaten             |
| Yone Minagawa                   | Frau | 4. Januar 1893     | 13. August 2007    | 114 Jahre und 221 Tage | Japan                          |
| Edna Parker                     | Frau | 20. April 1893     | 26. November 2008  | 115 Jahre und 220 Tage | Vereinigte Staaten             |
| Maria de Jesus                  | Frau | 10. September 1893 | 2. Januar 2009     | 115 Jahre und 114 Tage | Portugal                       |
| Gertrude Baines                 | Frau | 6. April 1894      | 11. September 2009 | 115 Jahre und 158 Tage | Vereinigte Staaten             |
| Kama Chinen                     | Frau | 10. Mai 1895       | 2. Mai 2010        | 114 Jahre und 357 Tage | Japan                          |
| Eugénie Blanchard               | Frau | 16. Februar 1896   | 4. November 2010   | 114 Jahre und 261 Tage | Frankreich                     |
| Maria Gomes Valentim            | Frau | 9. Juli 1896       | 21. Juni 2011      | 114 Jahre und 347 Tage | Brasilien                      |
| Besse Cooper                    | Frau | 26. August 1896    | 4. Dezember 2012   | 116 Jahre und 100 Tage | Vereinigte Staaten             |
| Dina Manfredini                 | Frau | 4. April 1897      | 17. Dezember 2012  | 115 Jahre und 257 Tage | Italien Vereinigte Staaten     |
| Jiroemon Kimura                 | Mann | 19. April 1897     | 12. Juni 2013      | 116 Jahre und 54 Tage  | Japan                          |
| Misao Ōkawa                     | Frau | 5. März 1898       | 1. April 2015      | 117 Jahre und 27 Tage  | Japan                          |
| Gertrude Weaver                 | Frau | 4. Juli 1898       | 6. April 2015      | 116 Jahre und 276 Tage | Vereinigte Staaten             |
| Jeralean Talley                 | Frau | 23. Mai 1899       | 17. Juni 2015      | 116 Jahre und 25 Tage  | Vereinigte Staaten             |
| Susannah Mushatt Jones          | Frau | 6. Juli 1899       | 12. Mai 2016       | 116 Jahre und 311 Tage | Vereinigte Staaten             |
| Emma Morano                     | Frau | 29. November 1899  | 15. April 2017     | 117 Jahre und 137 Tage | Italien                        |
| Violet Brown                    | Frau | 10. März 1900      | 15. September 2017 | 117 Jahre und 189 Tage | Jamaika                        |
| Nabi Tajima                     | Frau | 4. August 1900     | 21. April 2018     | 117 Jahre und 260 Tage | Japan                          |
| Chiyo Miyako                    | Frau | 2. Mai 1901        | 22. Juli 2018      | 117 Jahre und 81 Tage  | Japan                          |
| Kane Tanaka                     | Frau | 2. Januar 1903     | 19. April 2022     | 119 Jahre und 107 Tage | Japan                          |
| Lucile Randon                   | Frau | 11. Februar 1904   | 17. Januar 2023    | 118 Jahre und 340 Tage | Frankreich                     |
| Maria Branyas Morera            | Frau | 4. März 1907       | 19. August 2024    | 117 Jahre und 168 Tage | Vereinigte Staaten Spanien     |
| Tomiko Itooka                   | Frau | 23. Mai 1908       | 29. Dezember 2024  | 116 Jahre und 220 Tage | Japan                          |
| Inah Canabarro Lucas            | Frau | 8. Juni 1908       | 30. April 2025     | 116 Jahre und 326 Tage | Brasilien                      |
| Ethel Caterham                  | Frau | 21. August 1909    |                    | 116 Jahre und 0 Tage   | Vereinigtes Königreich         |

1. ↑  laut Gerontology Research Group; 1. April 1907 laut European Supercentenarian Organisation
2. ↑  laut Gerontology Research Group; 1. April 1907 laut European Supercentenarian Organisation

## Älteste Menschen in den deutschsprachigen Ländern
Im Sinne des Interesses der deutschsprachigen Wikipedia, neben der internationalen Darstellung auch einen Fokus auf die Statistik innerhalb ihres Sprachgebiets zu bieten, wird den folgenden Auflistungen keine festgelegte Anzahl von Einträgen, sondern das Mindestalter von 110 Lebensjahren zugrunde gelegt.
Da wissenschaftliche Verifizierungen in aller Regel erst Jahre nach dem Erreichen dieses Alters vorgenommen werden und da im deutschsprachigen Raum übertriebene Altersbehauptungen heutzutage sehr selten sind, wird im Folgenden auf die Bedingung einer erfolgten Altersvalidierung verzichtet, sofern die Angaben ohne grundsätzliche Zweifel sind. Voller Name und durch nachvollziehbare Quellen veröffentlichtes Geburtsdatum sind gleichwohl notwendig.
Diese Ausnahmeregelung bleibt in den folgenden Listen sichtbar, indem Einträge mit nicht wissenschaftlich verifizierten Lebensdaten keine Ordnungsnummer erhalten; bei Verstorbenen sind sie zudem gelb hinterlegt.

### Älteste Deutsche
Im Folgenden sind die ältesten Personen Deutschlands und seiner Vorgängerstaaten einschließlich Emigranten und Immigranten aufgeführt, die mindestens 110 Jahre alt wurden (Supercentenarians).
| #   | Name                            | Geburtsdatum       | Todesdatum         | Alter                  | Lebens- tage | Geburts- und Sterbeort (Region)                                                                                           |
| --- | ------------------------------- | ------------------ | ------------------ | ---------------------- | ------------ | --- |
| 001 | Augusta Holtz                   | 3. August 1871     | 21. Oktober 1986   | 115 Jahre und 79 Tage  | 42.082       | geboren in Preußen (Posen), gestorben in den Vereinigten Staaten                                                          |
| 002 | Charlotte Kretschmann           | 3. Dezember 1909   | 27. August 2024    | 114 Jahre und 268 Tage | 41.906       | geboren in Preußen (Schlesien), gestorben in Baden-Württemberg, höchstes im deutschsprachigen Raum erreichtes Lebensalter |
| 003 | Charlotte Benkner               | 16. November 1889  | 14. Mai 2004       | 114 Jahre und 180 Tage | 41.817       | geboren in Sachsen, gestorben in den Vereinigten Staaten                                                                  |
|     | Gustav Gerneth (M)              | 15. Oktober 1905   | 21. Oktober 2019   | 114 Jahre und 6 Tage   | 41.644       | geboren in Preußen (Pommern), gestorben in Sachsen-Anhalt                                                                 |
| 004 | Josefine Ollmann                | 11. November 1908  | 16. Juli 2022      | 113 Jahre und 247 Tage | 41.520       | geboren in Bayern, gestorben in Schleswig-Holstein                                                                        |
| 005 | Luzia Mohrs                     | 23. März 1904      | 16. Oktober 2017   | 113 Jahre und 207 Tage | 41.480       | geboren in Preußen (Rheinprovinz), gestorben in Brasilien                                                                 |
| 006 | Louise „Lisl“ Schaaf            | 16. Oktober 1906   | 25. April 2020     | 113 Jahre und 192 Tage | 41.465       | geboren in Baden, gestorben in den Vereinigten Staaten                                                                    |
| 007 | Erna Brosig                     | 15. Januar 1911    | 23. Juli 2024      | 113 Jahre und 190 Tage | 41.463       | geboren in Preußen (Schlesien), gestorben in Hannover, Niedersachsen                                                      |
| 008 | Ilse Meingast                   | 14. März 1912      |                    | 113 Jahre und 160 Tage | 41.433       | geboren in Preußen (Berlin), lebt in Kalifornien, Vereinigte Staaten                                                      |
| 009 | Maria Aulenbacher               | 7. November 1909   | 8. Februar 2023    | 113 Jahre und 93 Tage  | 41.366       | geboren in Preußen (Hessen-Nassau), gestorben in den Vereinigten Staaten                                                  |
| 010 | Adelheid Kirschbaum             | 29. September 1883 | 21. Dezember 1996  | 113 Jahre und 83 Tage  | 41.356       | geboren in Preußen (Rheinprovinz), gestorben in den Vereinigten Staaten                                                   |
| 011 | Mathilde Mange                  | 10. August 1906    | 28. Oktober 2019   | 113 Jahre und 79 Tage  | 41.352       | geboren in Preußen (Rheinprovinz), gestorben in Nordrhein-Westfalen                                                       |
| 012 | Anna Cernohorsky                | 13. September 1909 | 18. September 2022 | 113 Jahre und 5 Tage   | 41.278       | geboren in Österreich-Ungarn, gestorben in Sachsen                                                                        |
| 013 | Maria Laqua                     | 12. Februar 1889   | 9. Februar 2002    | 112 Jahre und 362 Tage | 41.269       | geboren in Preußen (Rheinprovinz), gestorben in Rheinland-Pfalz                                                           |
| 014 | Rosa Rein                       | 24. März 1897      | 14. Februar 2010   | 112 Jahre und 327 Tage | 41.234       | geboren in Preußen (Schlesien), gestorben in der Schweiz                                                                  |
| 015 | Anna Bechler                    | 28. September 1907 | 29. Juli 2020      | 112 Jahre und 305 Tage | 41.213       | geboren in Bayern, gestorben in den Vereinigten Staaten                                                                   |
| 016 | Rosalia Hasenkampf              | 14. Oktober 1889   | 10. Juli 2002      | 112 Jahre und 269 Tage | 41.176       | geboren in Russland, gestorben in Nordrhein-Westfalen                                                                     |
| 017 | Hildegard Lange                 | 12. Januar 1907    | 8. September 2019  | 112 Jahre und 239 Tage | 41.147       | geboren in Preußen (Ostpreußen), gestorben in Nordrhein-Westfalen                                                         |
| 018 | Lydia Smuda                     | 6. November 1906   | 6. Juni 2019       | 112 Jahre und 212 Tage | 41.120       | geboren in Preußen (Rheinprovinz), gestorben in Hamburg                                                                   |
| 019 | Frieda Szwillus                 | 30. März 1902      | 21. September 2014 | 112 Jahre und 175 Tage | 41.083       | geboren in Anhalt, gestorben in Sachsen                                                                                   |
| 020 | Babette Endres                  | 1. August 1910     | 12. Januar 2023    | 112 Jahre und 164 Tage | 41.072       | geboren in Bayern, gestorben in Baden-Württemberg                                                                         |
| 021 | Berta Rosenberg                 | 5. September 1896  | 28. Januar 2009    | 112 Jahre und 145 Tage | 41.052       | geboren in Preußen (Hessen-Nassau), gestorben in den Vereinigten Staaten                                                  |
| 022 | Martha Rein                     | 17. August 1874    | 6. Januar 1987     | 112 Jahre und 142 Tage | 41.049       | geboren in Bayern, gestorben in den Vereinigten Staaten                                                                   |
| 023 | Gertrud Henze                   | 8. Dezember 1901   | 22. April 2014     | 112 Jahre und 135 Tage | 41.043       | geboren in Preußen (Pommern), gestorben in Niedersachsen                                                                  |
| 024 | Edelgard Huber-von Gersdorff    | 7. Dezember 1905   | 9. April 2018      | 112 Jahre und 123 Tage | 41.031       | geboren in Reuß jüngerer Linie, gestorben in Baden-Württemberg                                                            |
| 025 | Ottilie Reimers                 | 30. Januar 1913    | 24. Mai 2025       | 112 Jahre und 114 Tage | 41.022       | geboren in Hamburg, gestorben in Großhansdorf, Schleswig-Holstein                                                         |
| 026 | Therese Fenners                 | 8. März 1906       | 23. Juni 2018      | 112 Jahre und 107 Tage | 41.015       | geboren in Preußen (Rheinprovinz), gestorben in Nordrhein-Westfalen                                                       |
| 027 | Elisabetha Tränkner             | 11. August 1906    | 7. November 2018   | 112 Jahre und 88 Tage  | 40.996       | geboren in Preußen (Hessen-Nassau), gestorben in Baden-Württemberg                                                        |
| 028 | Meta Berndt                     | 9. November 1889   | 28. Dezember 2001  | 112 Jahre und 49 Tage  | 40.956       | geboren in Preußen (Pommern), gestorben in Nordrhein-Westfalen                                                            |
| 029 | Johanna Klink                   | 17. Januar 1903    | 20. Februar 2015   | 112 Jahre und 34 Tage  | 40.942       | geboren in Preußen (Schlesien), gestorben in Sachsen                                                                      |
| 030 | Irmgard von Stephani            | 20. September 1895 | 5. Oktober 2007    | 112 Jahre und 15 Tage  | 40.922       | geboren in Preußen (Hessen-Nassau), gestorben in Berlin                                                                   |
| 031 | Hildegard Rau                   | 31. Juli 1912      | 29. Juli 2024      | 111 Jahre und 364 Tage | 40.907       | geboren in Württemberg, gestorben in Baden-Württemberg                                                                    |
| 032 | Katharina „Katie“ Bodenbender   | 19. April 1905     | 16. April 2017     | 111 Jahre und 362 Tage | 40.905       | geboren in Preußen (Hessen-Nassau), gestorben in den Vereinigten Staaten                                                  |
| 033 | Katharina Hagemeyer             | 4. August 1908     | 12. Juli 2020      | 111 Jahre und 343 Tage | 40.885       | geboren in Preußen (Westfalen), gestorben in Nordrhein-Westfalen                                                          |
| 034 | Amy Holmes                      | 10. April 1886     | 1. März 1998       | 111 Jahre und 325 Tage | 40.867       | Geburtsname: Emilie Sakrzewski; geboren in Preußen (Westfalen), gestorben in den Vereinigten Staaten                      |
| 035 | Adele Rodenstein                | 3. September 1908  | 18. Juli 2020      | 111 Jahre und 319 Tage | 40.861       | geboren in Preußen (Rheinprovinz), gestorben in Nordrhein-Westfalen                                                       |
| 036 | Ida Schorn                      | 4. Mai 1864        | 8. März 1976       | 111 Jahre und 309 Tage | 40.850       | geboren in Preußen (Pommern), gestorben in den Vereinigten Staaten                                                        |
| 037 | Anna Eistermeier                | 28. September 1910 | 30. Juli 2022      | 111 Jahre und 305 Tage | 40.848       | gestorben in Bayern |
| 038 | Ella Neumann                    | 9. Oktober 1906    | 7. August 2018     | 111 Jahre und 302 Tage | 40.845       | geboren im Schwarzwald, gestorben in Nordrhein-Westfalen                                                                  |
| 039 | Anna Küpper                     | 29. Dezember 1908  | 18. Oktober 2020   | 111 Jahre und 294 Tage | 40.836       | geboren in Preußen (Rheinprovinz), gestorben in Rheinland-Pfalz                                                           |
| 040 | Elsa Peck                       | 20. April 1902     | 28. Januar 2014    | 111 Jahre und 283 Tage | 40.826       | geboren in Preußen (Hannover), gestorben in Niedersachsen                                                                 |
| 041 | Lina Zimmer                     | 20. November 1892  | 28. August 2004    | 111 Jahre und 282 Tage | 40.823       | geboren in Württemberg, gestorben in Baden-Württemberg                                                                    |
| 042 | Hermann Dörnemann (M)           | 27. Mai 1893       | 2. März 2005       | 111 Jahre und 279 Tage | 40.821       | geboren in Preußen (Rheinprovinz), gestorben in Nordrhein-Westfalen                                                       |
| 043 | Helen Johnson                   | 20. Juli 1896      | 17. April 2008     | 111 Jahre und 272 Tage | 40.813       | geboren in Preußen (Berlin), gestorben in den Vereinigten Staaten                                                         |
| 044 | Charlotte Klamroth              | 18. August 1903    | 16. Mai 2015       | 111 Jahre und 271 Tage | 40.814       | geboren in Preußen (Sachsen), gestorben in Rheinland-Pfalz                                                                |
| 045 | Magdalene Regener               | 5. März 1891       | 19. November 2002  | 111 Jahre und 259 Tage | 40.801       | geboren in Preußen (Hessen-Nassau), gestorben in Niedersachsen                                                            |
| 046 | Pauline Raißle                  | 16. Dezember 1905  | 29. August 2017    | 111 Jahre und 256 Tage | 40.799       | geboren in Württemberg, gestorben in Baden-Württemberg                                                                    |
| 047 | Margot Petzold                  | 14. Januar 1911    | 20. September 2022 | 111 Jahre und 249 Tage | 40.792       | geboren in Deutschland, gestorben in Thüringen                                                                            |
| 048 | Gertrud Grutza                  | 19. Dezember 1908  | 15. August 2020    | 111 Jahre und 240 Tage | 40.782       | gestorben in Niedersachsen                                                                                                |
| 049 | Catherine Trompeter             | 26. März 1895      | 18. November 2006  | 111 Jahre und 237 Tage | 40.779       | Taufname: Katharina Weiss; geboren in Elsaß-Lothringen, gestorben in Frankreich                                           |
| 050 | Elisabeth Heck                  | 11. Juli 1893      | 3. Februar 2005    | 111 Jahre und 207 Tage | 40.749       | geboren in Baden, gestorben in Hessen                                                                                     |
| 051 | Else Rönsch                     | 17. März 1904      | 5. Oktober 2015    | 111 Jahre und 202 Tage | 40.744       | geboren in Preußen (Pommern), gestorben in Mecklenburg-Vorpommern                                                         |
| 052 | Hedwig „Hedy“ Wegier            | 25. Oktober 1903   | 12. Mai 2015       | 111 Jahre und 199 Tage | 40.742       | geboren in Preußen (Schlesien), gestorben in den Vereinigten Staaten                                                      |
| 053 | Adele Lankenau                  | 27. März 1913      | 6. Oktober 2024    | 111 Jahre und 193 Tage | 40.736       | gestorben in Niedersachsen                                                                                                |
| 054 | Paula Baumgärtner               | 16. August 1881    | 24. Februar 1993   | 111 Jahre und 192 Tage | 40.734       | geboren in Preußen (Westfalen), gestorben in Baden-Württemberg                                                            |
| 055 | Adele Ziegenhagel               | 12. Juli 1906      | 10. Januar 2018    | 111 Jahre und 182 Tage | 40.725       | gestorben in Rheinland-Pfalz                                                                                              |
| 056 | Margarete Ottmann               | 23. Februar 1903   | 17. August 2014    | 111 Jahre und 175 Tage | 40.718       | geboren in Preußen (Schlesien), gestorben in Bayern                                                                       |
| 057 | Ilse Beck                       | 5. Oktober 1906    | 29. März 2018      | 111 Jahre und 175 Tage | 40.718       | geboren in Sachsen, gestorben in Thüringen                                                                                |
| 058 | Elisabeth Schneider             | 19. August 1901    | 9. Februar 2013    | 111 Jahre und 174 Tage | 40.717       | geboren in Preußen (Westfalen), gestorben in Niedersachsen                                                                |
| 059 | Frieda Borchert                 | 5. Januar 1897     | 22. Juni 2008      | 111 Jahre und 169 Tage | 40.710       | geboren in Preußen (Brandenburg), gestorben in Berlin                                                                     |
| 060 | Christine Hoscheid              | 16. Februar 1907   | 1. August 2018     | 111 Jahre und 166 Tage | 40.709       | geboren in Preußen (Rheinprovinz), gestorben in Nordrhein-Westfalen                                                       |
| 061 | Anna Mehlberg                   | 2. Dezember 1906   | 15. Mai 2018       | 111 Jahre und 164 Tage | 40.707       | geboren in Preußen (Brandenburg), gestorben in Berlin                                                                     |
| 062 | Margarete Dannheimer            | 28. Januar 1904    | 2. Juli 2015       | 111 Jahre und 155 Tage | 40.698       | geboren in Bayern, gestorben in Bayern                                                                                    |
| 063 | Johanna Schneider               | 11. Juli 1895      | 11. Dezember 2006  | 111 Jahre und 153 Tage | 40.695       | Alternativname: Jeanne Biewer; geboren in Elsaß-Lothringen, gestorben in Frankreich                                       |
|     | Gertrud Pawlik                  | 4. März 1913       | 31. Juli 2024      | 111 Jahre und 149 Tage | 40.693       | geboren in Preußen (Schlesien), gestorben in Essen, Nordrhein-Westfalen Todesdatum kann nicht zu 100 % belegt werden.     |
| 064 | Rosa Rose                       | 4. Dezember 1903   | 25. April 2015     | 111 Jahre und 142 Tage | 40.685       | geboren in Preußen (Hannover), gestorben in Niedersachsen                                                                 |
| 065 | Karolina Krüger                 | 17. Februar 1885   | 3. Juli 1996       | 111 Jahre und 137 Tage | 40.678       | geboren in Preußen (Rheinprovinz), gestorben in Nordrhein-Westfalen                                                       |
| 066 | Katharina Braun                 | 23. September 1867 | 5. Februar 1979    | 111 Jahre und 135 Tage | 40.677       | geboren in Bayern (Pfalz), gestorben in Rheinland-Pfalz                                                                   |
| 067 | Anna Stephan                    | 25. März 1892      | 3. August 2003     | 111 Jahre und 131 Tage | 40.672       | geboren in Österreich-Ungarn, gestorben in Bayern                                                                         |
| 068 | Anna Braun                      | 5. Juli 1911       | 29. Oktober 2022   | 111 Jahre und 116 Tage | 40.659       | geboren in „Polen“, gestorben in Brandenburg                                                                              |
| 069 | Gertrud Teichgräber             | 22. November 1908  | 16. März 2020      | 111 Jahre und 115 Tage | 40.657       | geboren in Preußen (Brandenburg), gestorben in Niedersachsen                                                              |
| 070 | Gertrud Blohm                   | 7. September 1912  | 29. Dezember 2023  | 111 Jahre und 113 Tage | 40.655       | geboren in Mecklenburg-Schwerin, gestorben in Mecklenburg-Vorpommern                                                      |
| 071 | Maria Gabriella Lerchenthal     | 8. Juni 1913       | 13. September 2024 | 111 Jahre und 97 Tage  | 40.640       | geboren in Bayern, gestorben in Italien                                                                                   |
| 072 | Käthe Wulf                      | 23. März 1902      | 19. Juni 2013      | 111 Jahre und 88 Tage  | 40.631       | geboren in Oldenburg, gestorben in Hessen                                                                                 |
| 073 | Elsa Tauser                     | 10. Juli 1896      | 6. Oktober 2007    | 111 Jahre und 88 Tage  | 40.629       | geboren in Hamburg, gestorben in Schleswig-Holstein                                                                       |
| 074 | Bertha Lindemann                | 11. März 1891      | 29. Mai 2002       | 111 Jahre und 79 Tage  | 40.621       | geboren in Braunschweig, gestorben in Niedersachsen                                                                       |
| 075 | Johanna Frank                   | 15. September 1875 | 24. November 1986  | 111 Jahre und 70 Tage  | 40.612       | geboren in Hamburg, gestorben in den Vereinigten Staaten                                                                  |
| 076 | Ingeborg Fründt                 | 24. April 1913     | 1. Juli 2024       | 111 Jahre und 68 Tage  | 40.611       | geboren in Preußen (Hannover), gestorben in Niedersachsen                                                                 |
| 077 | Käthe „Katie“ Caroline Logemann | 15. Dezember 1907  | 19. Februar 2019   | 111 Jahre und 66 Tage  | 40.609       | geboren in Oldenburg, gestorben in den Vereinigten Staaten                                                                |
| 078 | Zhenya Broytman                 | 21. August 1899    | 25. Oktober 2010   | 111 Jahre und 65 Tage  | 40.607       | geboren in Charkiw/Ukraine (Russland), gestorben in Nordrhein-Westfalen                                                   |
| 079 | Emilie Kreckmann                | 28. Oktober 1912   | 18. Dezember 2023  | 111 Jahre und 51 Tage  | 40.593       | geboren in Bayern, gestorben im Saarland                                                                                  |
| 080 | Ilse Neumann                    | 23. Juli 1914      |                    | 111 Jahre und 29 Tage  | 40.572       | lebt in Taucha, Sachsen                                                                                                   |
| 081 | Ida Enthof                      | 7. September 1913  | 1. Oktober 2024?   | 111 Jahre und 24 Tage? | 40.566?      | geboren in Preußen (Ostpreußen), gestorben in Coppenbrügge, Niedersachsen                                                 |
| 082 | Elisabeth Schlink               | 3. Dezember 1910   | 24. Dezember 2021  | 111 Jahre und 21 Tage  | 40.564       | geboren in Preußen (Westpreußen), gestorben in Schleswig-Holstein                                                         |
| 083 | Feuke Glato                     | 26. Dezember 1908  | 31. Dezember 2019  | 111 Jahre und 5 Tage   | 40.547       | geboren in Preußen (Hannover), gestorben in Niedersachsen                                                                 |
| 084 | Else Aßmann                     | 18. Februar 1902   | 15. Februar 2013   | 110 Jahre und 363 Tage | 40.540       | geboren in Preußen (Brandenburg), gestorben in Berlin                                                                     |
| 085 | Dorothea Duisberg               | 7. Oktober 1912    | 2. Oktober 2023    | 110 Jahre und 360 Tage | 40.537       | geboren in Bremen, gestorben in Chile                                                                                     |
| 086 | Herta Hansen                    | 15. Oktober 1910   | 8. Oktober 2021    | 110 Jahre und 358 Tage | 40.536       | geboren in Preußen (Pommern), gestorben in Hessen                                                                         |
| 087 | Johann Schornack (M)            | 29. Februar 1912   | 22. Februar 2023   | 110 Jahre und 358 Tage | 40.536       | geboren in Preußen (Rheinprovinz), gestorben in Nordrhein-Westfalen                                                       |
| 088 | Anna-Maria „Änne“ Matschewsky   | 3. Oktober 1912    | 23. September 2023 | 110 Jahre und 355 Tage | 40.532       | geboren in Preußen (Rheinprovinz), gestorben in Baden-Württemberg                                                         |
| 089 | Agnes Meier                     | 30. Mai 1907       | 19. Mai 2018       | 110 Jahre und 354 Tage | 40.532       | gestorben in Nordrhein-Westfalen                                                                                          |
| 090 | Carl Berner (M)                 | 27. Januar 1902    | 7. Januar 2013     | 110 Jahre und 346 Tage | 40.523       | geboren in Württemberg, gestorben in den Vereinigten Staaten                                                              |
| 091 | Luise Forster                   | 24. Februar 1910   | 4. Februar 2021    | 110 Jahre und 346 Tage | 40.523       | geboren in Preußen?, gestorben in Deutschland                                                                             |
| 092 | Aloysia Tilscher                | 9. Dezember 1893   | 8. November 2004   | 110 Jahre und 335 Tage | 40.511       | geboren in Österreich-Ungarn, gestorben in Bayern                                                                         |
| 093 | Hildegard Henke                 | 4. November 1905   | 27. September 2016 | 110 Jahre und 328 Tage | 40.505       | geboren in Preußen (Rheinprovinz), gestorben in Nordrhein-Westfalen                                                       |
| 094 | Frieda Schmidt                  | 15. Dezember 1899  | 6. November 2010   | 110 Jahre und 326 Tage | 40.503       | geboren in Preußen (Brandenburg), gestorben in Brandenburg                                                                |
| 095 | Katharina Stahl                 | 10. November 1913  | 1. September 2024  | 110 Jahre und 323 Tage | 40.500       | geboren in Bulgarien, gestorben in Baden-Württemberg                                                                      |
| 096 | Margarethe Rosenberger          | 13. November 1896  | 29. September 2007 | 110 Jahre und 320 Tage | 40.496       | gestorben in Berlin |
| 097 | Maria Vornweg                   | 12. September 1909 | 17. Juli 2020      | 110 Jahre und 309 Tage | 40.486       | gestorben in Nordrhein-Westfalen                                                                                          |
| 098 | Berta Zeisler                   | 2. Februar 1900    | 1. Dezember 2010   | 110 Jahre und 302 Tage | 40.479       | geboren in Elsaß-Lothringen, gestorben in Rheinland-Pfalz                                                                 |
| 099 | Gisela Metreweli                | 10. Oktober 1893   | 31. Juli 2004      | 110 Jahre und 295 Tage | 40.471       | geboren in Bayern, gestorben in Bayern                                                                                    |
| 100 | Marie Stutz                     | 22. Oktober 1896   | 11. August 2007    | 110 Jahre und 293 Tage | 40.469       | geboren in Hessen, gestorben in Bayern                                                                                    |
| 101 | Marie Auguste Dorothea Pfeiler  | 28. Oktober 1904   | 9. August 2015     | 110 Jahre und 285 Tage | 40.462       | geboren in Preußen (Brandenburg), gestorben in Berlin                                                                     |
| 102 | Gertrud Oertel                  | 11. November 1914  |                    | 110 Jahre und 283 Tage | 40.461       | geboren in Brandenburg, lebt in Treptow-Köpenick (Berlin)                                                                 |
| 103 | Gerhart Schneider (M)           | 13. März 1908      | 18. Dezember 2018  | 110 Jahre und 280 Tage | 40.457       | geboren in Preußen (Schlesien), gestorben in Nordrhein-Westfalen                                                          |
| 104 | Erna Henningsen                 | 24. Mai 1889       | 27. Februar 2000   | 110 Jahre und 279 Tage | 40.455       | geboren in Preußen (Sachsen), gestorben in Berlin                                                                         |
| 105 | Else Kusche                     | 5. Dezember 1902   | 8. September 2013  | 110 Jahre und 277 Tage | 40.455       | geboren in Preußen (Hannover), gestorben in Nordrhein-Westfalen                                                           |
| 106 | Frieda Müller                   | 18. Oktober 1894   | 21. Juli 2005      | 110 Jahre und 276 Tage | 40.453       | geboren in Preußen (Brandenburg), gestorben in Brandenburg                                                                |
| 107 | Elisabeth Franke                | 10. November 1903  | 11. August 2014    | 110 Jahre und 274 Tage | 40.452       | geboren in Preußen (Schlesien), gestorben in Nordrhein-Westfalen                                                          |
| 108 | Franziska Rau                   | 9. März 1902       | 6. Dezember 2012   | 110 Jahre und 272 Tage | 40.450       | geboren in Baden, gestorben in Baden-Württemberg                                                                          |
| 109 | Herta Oeser                     | 24. Juni 1905      | 13. März 2016      | 110 Jahre und 263 Tage | 40.440       | geboren in Württemberg, gestorben in Baden-Württemberg                                                                    |
| 110 | Pauline Spyra                   | 24. April 1886     | 11. Januar 1997    | 110 Jahre und 262 Tage | 40.439       | geboren in Preußen (Schlesien), gestorben in Bayern                                                                       |
| 111 | Elenor Sprecher                 | 8. Oktober 1913    | 26. Juni 2024      | 110 Jahre und 262 Tage | 40.439       | geboren in Baden, gestorben in Baden-Württemberg                                                                          |
| 112 | Maria Lamprecht                 | 8. Juli 1905       | 12. März 2016      | 110 Jahre und 248 Tage | 40.425       | geboren in Österreich-Ungarn, gestorben in Baden-Württemberg                                                              |
| 113 | Felicitas Rau                   | 11. Dezember 1907  | 8. August 2018     | 110 Jahre und 240 Tage | 40.418       | geboren in Hamburg, gestorben in Nordrhein-Westfalen                                                                      |
| 114 | Perpetua von Mauntz             | 7. März 1896       | 30. Oktober 2006   | 110 Jahre und 237 Tage | 40.413       | geboren in Preußen (Berlin), gestorben in Bayern                                                                          |
| 115 | Helga Doerk                     | 8. Februar 1908    | 2. Oktober 2018    | 110 Jahre und 236 Tage | 40.414       | geboren in Österreich-Ungarn, gestorben in Nordrhein-Westfalen                                                            |
| 116 | Frieda Tessmer                  | 5. August 1897     | 28. März 2008      | 110 Jahre und 236 Tage | 40.412       | geboren in Preußen (Brandenburg), gestorben in Berlin                                                                     |
| 117 | Clothilde Rey                   | 20. November 1892  | 9. Juli 2003       | 110 Jahre und 231 Tage | 40.407       | geboren in Preußen (Rheinprovinz), gestorben in Nordrhein-Westfalen                                                       |
| 118 | Rosalie Huber                   | 29. September 1908 | 14. Mai 2019       | 110 Jahre und 227 Tage | 40.404       | geboren in Bayern, gestorben in Bayern                                                                                    |
| 119 | Elisabeth Rüterbories           | 10. Januar 1915    |                    | 110 Jahre und 223 Tage | 40.401       | geboren in Preußen (Rheinland), lebt in Rheinbach, Nordrhein-Westfalen                                                    |
| 120 | Emma Lee                        | 14. Oktober 1879   | 16. Mai 1990       | 110 Jahre und 214 Tage | 40.391       | geboren in Preußen (Brandenburg), gestorben in den Vereinigten Staaten                                                    |
| 121 | Erna Scharfenberg               | 26. Juni 1894      | 26. Januar 2005    | 110 Jahre und 214 Tage | 40.391       | geboren in Hamburg, gestorben in Schleswig-Holstein                                                                       |
| 122 | Anna Maria (Annemarie) Zander   | 12. Mai 1913       | 12. Dezember 2023  | 110 Jahre und 214 Tage | 40.391       | geboren in Preußen (Rheinprovinz), gestorben in Rheinland-Pfalz                                                           |
| 123 | Wilhelmine Beumer               | 10. April 1910     | 9. November 2020   | 110 Jahre und 213 Tage | 40.391       | geboren in Preußen (Hannover), gestorben in Nordrhein-Westfalen                                                           |
| 124 | Mathilde Stoellger              | 21. April 1893     | 16. November 2003  | 110 Jahre und 209 Tage | 40.385       | geboren in Preußen (Rheinprovinz), gestorben in Nordrhein-Westfalen                                                       |
| 125 | Karolina Gröber                 | 27. April 1901     | 21. November 2011  | 110 Jahre und 208 Tage | 40.385       | geboren in Bayern, gestorben in Bayern                                                                                    |
| 126 | Friedrich Wedeking (M)          | 10. Oktober 1862   | 5. Mai 1973        | 110 Jahre und 207 Tage | 40.384       | geboren in Lippe, gestorben in Nordrhein-Westfalen                                                                        |
| 127 | Maria Corba                     | 15. August 1878    | 8. März 1989       | 110 Jahre und 205 Tage | 40.382       | geboren in Österreich-Ungarn, gestorben in Nordrhein-Westfalen                                                            |
| 128 | Victorine Burghard              | 28. Juni 1914      | 19. Januar 2025    | 110 Jahre und 205 Tage | 40.382       | geboren in Elsaß-Lothringen, gestorben in Frankreich                                                                      |
| 129 | Helene Axt                      | 19. April 1912     | 8. November 2022   | 110 Jahre und 203 Tage | 40.380       | geboren in Hessen, gestorben in Hessen                                                                                    |
| 130 | Charlotte Bauch                 | 12. Oktober 1900   | 2. Mai 2011        | 110 Jahre und 202 Tage | 40.379       | geboren in Sachsen, gestorben in Bayern                                                                                   |
| 131 | Arno Wagner (M)                 | 4. Juni 1894       | 22. Dezember 2004  | 110 Jahre und 201 Tage | 40.378       | geboren in Sachsen, gestorben in Sachsen                                                                                  |
| 132 | Hilda Wesser                    | 14. August 1911    | 26. Februar 2022   | 110 Jahre und 196 Tage | 40.374       | geboren in Preußen (Sachsen), gestorben in Sachsen-Anhalt                                                                 |
| 133 | Hildegard Wüstenberg            | 18. Mai 1911       | 25. November 2021  | 110 Jahre und 191 Tage | 40.369       | geboren in Preußen (Hannover), gestorben in Hessen                                                                        |
| 134 | Käthe von Reeken                | 9. Oktober 1912    | 16. April 2023     | 110 Jahre und 189 Tage | 40.366       | geboren in Oldenburg, gestorben in Niedersachsen                                                                          |
| 135 | Maria Oßwald                    | 25. September 1901 | 29. März 2012      | 110 Jahre und 186 Tage | 40.363       | geboren in Hessen, gestorben in Bayern                                                                                    |
| 136 | Maria Daub                      | 18. August 1913    | 20. Februar 2024   | 110 Jahre und 186 Tage | 40.363       | geboren in Preußen (Hessen-Nassau), gestorben in Hessen                                                                   |
| 137 | Karolina „Caroline“ Dott        | 5. Februar 1900    | 8. August 2010     | 110 Jahre und 184 Tage | 40.361       | geboren in Elsaß-Lothringen, gestorben in Frankreich                                                                      |
| 138 | Martina Roelofsma               | 22. September 1883 | 21. März 1994      | 110 Jahre und 180 Tage | 40.357       | geboren in Deutschland gestorben in Deutschland                                                                           |
| 139 | Maria Brandes                   | 11. August 1902    | 6. Februar 2013    | 110 Jahre und 179 Tage | 40.357       | geboren in Österreich-Ungarn, gestorben in Bayern                                                                         |
| 140 | Maria Peitz                     | 25. Februar 1913   | 22. August 2023    | 110 Jahre und 178 Tage | 40.355       | geboren in Preußen (Westfalen), gestorben in Nordrhein-Westfalen                                                          |
| 141 | Elisabeth Bönte                 | 26. Februar 1915   |                    | 110 Jahre und 176 Tage | 40.354       | geboren in Preußen (Hannover), lebt in Sendenhorst, Nordrhein-Westfalen                                                   |
| 142 | Margarete Grahl                 | 15. Oktober 1907   | 8. April 2018      | 110 Jahre und 175 Tage | 40.353       | geboren in Deutschland, gestorben in Berlin                                                                               |
| 143 | Annette Ahrends                 | 2. Oktober 1909    | 22. März 2020      | 110 Jahre und 172 Tage | 40.349       | geboren in Preußen (Hannover), gestorben in Niedersachsen                                                                 |
| 144 | Marie Freund                    | 25. September 1885 | 13. März 1996      | 110 Jahre und 170 Tage | 40.346       | geboren in Preußen (Brandenburg), gestorben in Brandenburg                                                                |
| 145 | Maria Knebel                    | 5. März 1915       |                    | 110 Jahre und 169 Tage | 40.347       | geboren in Baden, lebt in Bad Schönborn, Baden-Württemberg                                                                |
| 146 | Emilie Zimmermann               | 10. April 1908     | 23. September 2018 | 110 Jahre und 166 Tage | 40.343       | geboren in Preußen (Westfalen), gestorben in Niedersachsen                                                                |
| 147 | Franziska Umrath                | 5. September 1885  | 18. Februar 1996   | 110 Jahre und 166 Tage | 40.342       | geboren in Preußen (Westpreußen), gestorben in Hamburg                                                                    |
| 148 | Lucie Neumann                   | 16. September 1906 | 19. Februar 2017   | 110 Jahre und 156 Tage | 40.334       | geboren in Preußen (Brandenburg), gestorben in Nordrhein-Westfalen                                                        |
| 149 | Gertrud Groß                    | 4. Oktober 1907    | 4. März 2018       | 110 Jahre und 151 Tage | 40.329       | geboren in Preußen (Hannover), gestorben in Thüringen                                                                     |
| 150 | Maria Volmer                    | 8. Juni 1890       | 6. November 2000   | 110 Jahre und 151 Tage | 40.328       | geboren in Preußen (Westfalen), gestorben in Nordrhein-Westfalen                                                          |
| 151 | Johanne Rasmus                  | 25. Oktober 1896   | 25. März 2007      | 110 Jahre und 151 Tage | 40.327       | geboren in Preußen (Hannover), gestorben in Niedersachsen                                                                 |
| 152 | Irmgard Genthe                  | 7. Mai 1914        | 30. September 2024 | 110 Jahre und 146 Tage | 40.324       | geboren in Österreich-Ungarn, gestorben in Sachsen                                                                        |
| 153 | Anna Seidel                     | 9. November 1913   | 1. April 2024      | 110 Jahre und 144 Tage | 40.321       | geboren in Österreich-Ungarn, gestorben in Sachsen                                                                        |
| 154 | Maria Jantke                    | 18. Oktober 1902   | 9. März 2013       | 110 Jahre und 142 Tage | 40.320       | geboren in Preußen (Westpreußen), gestorben in Nordrhein-Westfalen                                                        |
| 155 | Helene Heidbreder               | 19. Mai 1897       | 8. Oktober 2007    | 110 Jahre und 142 Tage | 40.318       | geboren in Preußen (Westfalen), gestorben in Niedersachsen                                                                |
| 156 | Emma Joisten                    | 21. Juni 1898      | 8. November 2008   | 110 Jahre und 140 Tage | 40.317       | geboren in Preußen (Hessen-Nassau), gestorben in Nordrhein-Westfalen                                                      |
| 157 | Martha Kleemeier                | 3. April 1913      | 16. August 2023    | 110 Jahre und 135 Tage | 40.312       | geboren in Preußen (Westfalen), gestorben in Nordrhein-Westfalen                                                          |
| 158 | Johanne Wilks                   | 8. Februar 1893    | 23. Juni 2003      | 110 Jahre und 135 Tage | 40.311       | geboren in Oldenburg, gestorben in Niedersachsen                                                                          |
| 159 | Charlotte Feigel                | 9. Dezember 1909   | 19. April 2020     | 110 Jahre und 132 Tage | 40.309       | geboren in der Schweiz, gestorben in Baden-Württemberg                                                                    |
| 160 | Else Hessberg                   | 5. Dezember 1892   | 13. April 2003     | 110 Jahre und 129 Tage | 40.305       | geboren in Preußen (Hessen-Nassau), gestorben in den Vereinigten Staaten                                                  |
| 161 | Elfriede Petrasch               | 14. Februar 1905   | 20. Juni 2015      | 110 Jahre und 126 Tage | 40.303       | geboren in Preußen (Schlesien), gestorben in Berlin                                                                       |
| 162 | Ella Ille Rentel                | 19. Mai 1852       | 19. September 1962 | 110 Jahre und 123 Tage | 40.299       | geboren in Russland, gestorben in Nordrhein-Westfalen                                                                     |
| 163 | Lina von Veh                    | 17. Februar 1898   | 19. Juni 2008      | 110 Jahre und 123 Tage | 40.299       | geboren in Russland, gestorben in Bayern                                                                                  |
| 164 | Theresia Guglberger             | 26. August 1908    | 25. Dezember 2018  | 110 Jahre und 121 Tage | 40.298       | geboren in Bayern, gestorben in Bayern                                                                                    |
| 165 | Vera Schmitt                    | 28. Dezember 1903  | 26. April 2014     | 110 Jahre und 119 Tage | 40.297       | geboren in Bayern, gestorben in Bayern                                                                                    |
| 166 | Klara Flaßkamp                  | 11. März 1904      | 6. Juli 2014       | 110 Jahre und 117 Tage | 40.294       | gestorben in Nordrhein-Westfalen                                                                                          |
|     | Stephanie Kahl                  | 29. April 1915     |                    | 110 Jahre und 114 Tage | 40.292       | lebt in Michelstadt, Hessen                                                                                               |
| 167 | Christine Steinhauer            | 12. August 1908    | 2. Dezember 2018   | 110 Jahre und 112 Tage | 40.289       | geboren in Preußen (Rheinprovinz), gestorben in Nordrhein-Westfalen                                                       |
| 168 | Ruth Weyl                       | 6. November 1908   | 23. Februar 2019   | 110 Jahre und 109 Tage | 40.286       | geboren in Preußen (Schlesien), gestorben in den Vereinigten Staaten                                                      |
|     | Helene Wentzel                  | 11. April 1906     | 28. Juli 2016      | 110 Jahre und 108 Tage | 40.286       | geboren in Preußen (Ostpreußen), gestorben in Niedersachsen                                                               |
| 169 | Martha Wolf                     | 1. September 1904  | 18. Dezember 2014  | 110 Jahre und 108 Tage | 40.285       | gestorben in Nordrhein-Westfalen                                                                                          |
| 170 | Ilse Bartling                   | 8. Juli 1914       | 17. Oktober 2024   | 110 Jahre und 101 Tage | 40.279       | geboren in Oldenburg, gestorben in Niedersachsen                                                                          |
| 171 | Frieda Dahlenburg               | 13. April 1907     | 21. Juli 2017      | 110 Jahre und 99 Tage  | 40.277       | geboren in Preußen (Schleswig-Holstein), gestorben in Schleswig-Holstein                                                  |
|     | Gertrud Paulat                  | 18. Mai 1915       |                    | 110 Jahre und 95 Tage  | 40.273       | geboren in Preußen (Ostpreußen), lebt in Monzernheim, Rheinland-Pfalz                                                     |
| 172 | Aenne Stockhorst                | 20. Dezember 1906  | 20. März 2017      | 110 Jahre und 90 Tage  | 40.268       | geboren in Preußen (Rheinprovinz), gestorben in Nordrhein-Westfalen                                                       |
| 173 | Herta Föh                       | 5. Juli 1913       | 21. September 2023 | 110 Jahre und 78 Tage  | 40.255       | gestorben in Schleswig-Holstein                                                                                           |
| 174 | Hilde Heilmann                  | 9. April 1907      | 24. Juni 2017      | 110 Jahre und 76 Tage  | 40.254       | geboren in Baden, gestorben in Baden-Württemberg                                                                          |
|     | Else Tostmann                   | 20. Oktober 1913   | 1. Januar 2024     | 110 Jahre und 73 Tage  | 40.251       | lebte in Adenstedt, Niedersachsen gestorben in Niedersachsen. Todesdatum kann nicht zu 100 % belegt werden.               |
| 175 | John Mauch (M)                  | 24. Dezember 1888  | 7. März 1999       | 110 Jahre und 73 Tage  | 40.249       | geboren in Württemberg, gestorben in den Vereinigten Staaten                                                              |
| 176 | Lieselotte Hemmerling           | 7. Dezember 1913   | 17. Februar 2024   | 110 Jahre und 72 Tage  | 40.249       | geboren in Preußen (Hessen-Nassau), gestorben in Hessen                                                                   |
| 177 | Auguste Ehard                   | 12. Januar 1906    | 22. März 2016      | 110 Jahre und 70 Tage  | 40.247       | geboren in Bayern, gestorben in Bayern                                                                                    |
| 178 | Margarethe Petermeier           | 24. September 1910 | 2. Dezember 2020   | 110 Jahre und 69 Tage  | 40.247       | geboren in Preußen (Schlesien), gestorben in Nordrhein-Westfalen                                                          |
| 179 | Martin Eichel (M)               | 13. Juli 1907      | 18. September 2017 | 110 Jahre und 67 Tage  | 40.245       | geboren in Preußen (Hessen-Nassau), gestorben in Hessen                                                                   |
| 180 | Paul Veit (M)                   | 15. Januar 1903    | 21. März 2013      | 110 Jahre und 65 Tage  | 40.243       | geboren in Preußen (Brandenburg), gestorben in Brandenburg                                                                |
| 181 | Franziska Schmid                | 16. Oktober 1912   | 15. Dezember 2022  | 110 Jahre und 60 Tage  | 40.237       | geboren in Bayern, gestorben in Bayern                                                                                    |
| 182 | Maria Schmitz                   | 27. August 1886    | 22. Oktober 1996   | 110 Jahre und 56 Tage  | 40.233       | geboren in Preußen (Rheinprovinz), gestorben in Nordrhein-Westfalen                                                       |
| 183 | Wilhelm Schorner (M)            | 3. Februar 1889    | 29. März 1999      | 110 Jahre und 54 Tage  | 40.230       | geboren in Bayern, gestorben in Bayern                                                                                    |
|     | Anneliese Stennert              | 13. Mai 1915       | 5. Juli 2025       | 110 Jahre und 53 Tage  | 40.231       | geboren in Mecklenburg-Schwerin, gestorben in Niedersachsen                                                               |
| 184 | Clara Schönholzer               | 8. Dezember 1899   | 29. Januar 2010    | 110 Jahre und 52 Tage  | 40.229       | geboren in der Schweiz, gestorben in Baden-Württemberg                                                                    |
| 185 | Thea Breckerbaum                | 6. Oktober 1902    | 25. November 2012  | 110 Jahre und 50 Tage  | 40.228       | geboren in Preußen (Posen), gestorben in Hessen                                                                           |
| 186 | Ursula Burkhardt                | 24. September 1900 | 13. November 2010  | 110 Jahre und 50 Tage  | 40.227       | geboren in Württemberg, gestorben in Bayern                                                                               |
| 187 | Maria Löw                       | 25. Januar 1902    | 14. März 2012      | 110 Jahre und 49 Tage  | 40.226       | geboren in Bayern, gestorben in Bayern                                                                                    |
| 188 | Paula Ludwig                    | 28. November 1910  | 14. Januar 2021    | 110 Jahre und 47 Tage  | 40.225       | geboren in Preußen (Rheinprovinz), gestorben in Bayern                                                                    |
|     | Gerda Metze                     | 12. Juli 1915      |                    | 110 Jahre und 40 Tage  | 40.218       | lebt in Altenburg, Thüringen                                                                                              |
| 189 | Johanna „Giovanna“ Meyer-Zettel | 6. Dezember 1896   | 12. Januar 2007    | 110 Jahre und 37 Tage  | 40.213       | geboren in Elsaß-Lothringen, gestorben in Italien                                                                         |
| 190 | Wilhelmine Gnueg                | 12. März 1894      | 17. April 2004     | 110 Jahre und 36 Tage  | 40.213       | geboren in Preußen (Hessen-Nassau), gestorben in den Vereinigten Staaten                                                  |
| 191 | Erika Kortum                    | 7. Januar 1912     | 10. Februar 2022   | 110 Jahre und 34 Tage  | 40.212       | geboren in Preußen (Schleswig-Holstein), gestorben in Schleswig-Holstein                                                  |
| 192 | Johanna Maria Besseling-Levers  | 11. August 1909    | 14. September 2019 | 110 Jahre und 34 Tage  | 40.211       | geboren in Preußen (Westfalen), gestorben in den Niederlanden                                                             |
| 193 | Rosina Neubauer                 | 11. Oktober 1909   | 13. November 2019  | 110 Jahre und 33 Tage  | 40.210       | geboren in Österreich-Ungarn, gestorben in Hessen                                                                         |
| 194 | Marie Schröder                  | 3. Oktober 1903    | 4. November 2013   | 110 Jahre und 32 Tage  | 40.210       | gestorben in Nordrhein-Westfalen                                                                                          |
| 195 | Else Giesecke                   | 23. Februar 1908   | 27. März 2018      | 110 Jahre und 32 Tage  | 40.210       | geboren in Preußen (Hannover), gestorben in Niedersachsen                                                                 |
| 196 | Eva Grafunder                   | 17. Juni 1903      | 14. Juli 2013      | 110 Jahre und 27 Tage  | 40.205       | geboren in Preußen (Ostpreußen), gestorben in Kanada                                                                      |
| 197 | Käthe Demhard                   | 15. Dezember 1906  | 11. Januar 2017    | 110 Jahre und 27 Tage  | 40.205       | geboren in Hessen, gestorben in Hessen                                                                                    |
| 198 | Hildegard Vedder                | 17. März 1914      | 13. April 2024     | 110 Jahre und 27 Tage  | 40.205       | geboren in Preußen (Sachsen), gestorben in Nordrhein-Westfalen                                                            |
| 199 | Franziska Maier                 | 23. April 1898     | 20. Mai 2008       | 110 Jahre und 27 Tage  | 40.204       | geboren in Österreich-Ungarn, gestorben in Sachsen-Anhalt                                                                 |
| 200 | Sophie Schuster                 | 7. April 1906      | 28. April 2016     | 110 Jahre und 21 Tage  | 40.199       | geboren in Bayern, gestorben in Bayern                                                                                    |
| 201 | Margarete Staack                | 24. April 1903     | 7. Mai 2013        | 110 Jahre und 13 Tage  | 40.191       | geboren in Sachsen, gestorben in Sachsen                                                                                  |
| 202 | Elisabeth Rothaus               | 26. März 1914      | 8. April 2024      | 110 Jahre und 13 Tage  | 40.191       | geboren in Preußen (Westfalen), gestorben in Nordrhein-Westfalen                                                          |
| 203 | Rivka Yezersky                  | 28. Dezember 1905  | 8. Januar 2016     | 110 Jahre und 11 Tage  | 40.188       | geboren in Russland (Belarus), gestorben in Hessen                                                                        |
| 204 | Wilhelmine Hehn                 | 13. Februar 1913   | 24. Februar 2023   | 110 Jahre und 11 Tage  | 40.188       | geboren in Württemberg, gestorben in Baden-Württemberg                                                                    |
| 205 | Mathilde Bonzo-Wrede            | 29. Mai 1890       | 8. Juni 2000       | 110 Jahre und 10 Tage  | 40.187       | geboren in Preußen (Westfalen), gestorben in der Schweiz                                                                  |
| 206 | Grete Fastenrath                | 18. Januar 1914    | 28. Januar 2024    | 110 Jahre und 10 Tage  | 40.187       | geboren in Preußen (Westfalen), gestorben in Nordrhein-Westfalen                                                          |
| 207 | Gertrude Schultz                | 21. Februar 1862   | 29. Februar 1972   | 110 Jahre und 8 Tage   | 40.184       | geboren in Preußen (Rheinprovinz), gestorben in den Vereinigten Staaten                                                   |
| 208 | Regina Rotthauwe                | 31. Januar 1905    | 6. Februar 2015    | 110 Jahre und 6 Tage   | 40.183       | geboren in Preußen (Rheinprovinz), gestorben in Nordrhein-Westfalen                                                       |
| 209 | Irene Mergelsberg               | 4. März 1893       | 6. März 2003       | 110 Jahre und 2 Tage   | 40.178       | geboren in Hessen, gestorben in Hessen                                                                                    |
| 210 | Johanna „Jane“ Ising            | 2. Februar 1902    | 2. Februar 2012    | 110 Jahre und 0 Tage   | 40.177       | geboren in Preußen (Berlin), gestorben in den Vereinigten Staaten                                                         |

Mehrere nach Deutschland eingewanderte Personen haben angeblich ein Alter von mindestens 110 Jahren erreicht, ohne dass dieses aber verifiziert werden konnte. Diese Personen wurden nicht in die Liste aufgenommen, da sie nicht auf den Anwärterlisten der GRG (Gerontology Research Group) erfasst sind und zudem aus Gebieten mit unzuverlässigem oder unzugänglichem Urkundenwesen stammen, wodurch auch kein hinreichendes Vertrauen in die Angaben bestehen kann. Aus dem Gebiet der heutigen Ukraine (damals Teil des Russischen Reiches und Österreich-Ungarns (Galizien)) bzw. Belarus’ und Russlands stammen z. B. Jonathan Richter (6. September 1888–12. Oktober 1998; 110 Jahre und 36 Tage; 40.212 Tage), Alwine Werner (10. November 1898–11. Januar 2010; 111 Jahre und 62 Tage; 40.604 Tage) und Rosalie Pfeiffer (28. Juli 1899–28. Dezember 2009; 110 Jahre und 153 Tage; 40.330 Tage).

### Älteste Österreicher
Im Folgenden sind die ältesten Personen Österreichs einschließlich Emigranten und Immigranten aufgeführt, die mindestens 110 Jahre alt wurden (Supercentenarians); unter diesen hat nur ein Mann dieses Alter erreicht. Dabei sind auch die auf dem Gebiet des Vorgängerstaates Österreich-Ungarn geborenen deutschsprachigen Personen, bzw. diejenigen deutsch-österreichischer Ethnizität eingeschlossen. Angehörige anderer Ethnien bzw. anderer Muttersprachen werden den jeweiligen Nachfolgestaaten (z. B. Polen oder Tschechien) zugeordnet.
| #  | Name                            | Geburtsdatum       | Todesdatum         | Alter                  | Lebens- tage | Geburts- und Sterbeort (Region)                                                    |
| -- | ------------------------------- | ------------------ | ------------------ | ---------------------- | ------------ | ---------------------------------------------------------------------------------- |
| 01 | Luise Pompe                     | 13. Oktober 1908   | 11. November 2022  | 114 Jahre und 29 Tage  | 41.667       | geboren in Österreich-Ungarn (Bukowina), gestorben in Wien                         |
| 02 | Margarete Tröstl                | 26. Februar 1911   | 17. Januar 2025    | 113 Jahre und 326 Tage | 41.599       | geboren in Niederösterreich, gestorben in Niederösterreich                         |
| 03 | Anna Cernohorsky                | 13. September 1909 | 18. September 2022 | 113 Jahre und 5 Tage   | 41.278       | geboren in Österreich-Ungarn (Böhmen), gestorben in Deutschland                    |
| 04 | Ilse Weiszfeld                  | 16. Oktober 1904   | 22. April 2017     | 112 Jahre und 188 Tage | 41.096       | geboren in Niederösterreich, gestorben in Frankreich                               |
| 05 | Maria Mika                      | 23. Mai 1882       | 17. November 1994  | 112 Jahre und 178 Tage | 41.085       | geboren in Österreich-Ungarn (Böhmen), gestorben in Wien                           |
| 06 | Edith Kaufmann                  | 12. Dezember 1903  | 7. Oktober 2015    | 111 Jahre und 299 Tage | 40.842       | geboren in Österreich-Ungarn (Böhmen), gestorben im Vereinigten Königreich         |
| 07 | Gisela Dollinger                | 30. August 1902    | 10. März 2014      | 111 Jahre und 192 Tage | 40.735       | geboren in Niederösterreich, gestorben in den Vereinigten Staaten                  |
| 08 | Anna Stephan                    | 25. März 1892      | 3. August 2003     | 111 Jahre und 131 Tage | 40.672       | geboren in Österreich-Ungarn (Böhmen), gestorben in Deutschland                    |
| 09 | Stefanie Kürner                 | 7. Dezember 1911   | 11. April 2023     | 111 Jahre und 125 Tage | 40.668       | geboren in Oberösterreich, gestorben in Oberösterreich                             |
| 10 | Franziska Bruno                 | 19. Dezember 1911  | 5. März 2023       | 111 Jahre und 76 Tage  | 40.619       | geboren in Niederösterreich, gestorben in Frankreich                               |
| 11 | Anna Wagner                     | 6. Juni 1914       |                    | 111 Jahre und 76 Tage  | 40.619       | geboren in Niederösterreich, lebt in Euratsfeld (NÖ)                               |
| 12 | Anna Wiesmayr                   | 23. Juli 1908      | 23. September 2019 | 111 Jahre und 62 Tage  | 40.604       | geboren in Oberösterreich, gestorben in Oberösterreich                             |
| 13 | Gisela Lamm de Altschul         | 16. April 1878     | 13. Juni 1989      | 111 Jahre und 58 Tage  | 40.600       | geboren in Österreich-Ungarn (Mähren), gestorben in Argentinien                    |
| 14 | Theresia Staffler-Breitenberger | 15. November 1898  | 11. Januar 2010    | 111 Jahre und 57 Tage  | 40.599       | geboren in Österreich-Ungarn (Tirol), gestorben in Italien (Südtirol)              |
| 15 | Hermine Nistler                 | 24. Dezember 1900  | 13. Februar 2012   | 111 Jahre und 51 Tage  | 40.593       | geboren in Niederösterreich, gestorben in Wien                                     |
| 16 | Anna Medwenitsch                | 17. März 1907      | 1. April 2018      | 111 Jahre und 15 Tage  | 40.558       | geboren in Niederösterreich, gestorben in Niederösterreich                         |
| 17 | Aloysia Tilscher                | 9. Dezember 1893   | 8. November 2004   | 110 Jahre und 335 Tage | 40.511       | geboren in Österreich-Ungarn (Mähren), gestorben in Deutschland                    |
| 18 | Cäcilia Buchinger               | 27. September 1901 | 6. August 2012     | 110 Jahre und 314 Tage | 40.491       | geboren in Oberösterreich, gestorben in Salzburg                                   |
| 19 | Leopold Vietoris (M)            | 4. Juni 1891       | 9. April 2002      | 110 Jahre und 309 Tage | 40.486       | geboren in der Steiermark, gestorben in Tirol                                      |
| 20 | Anna Dixel                      | 14. April 1912     | 12. Februar 2023   | 110 Jahre und 304 Tage | 40.481       | geboren in Niederösterreich, gestorben in Wien                                     |
| 21 | Amalia Reichard                 | 8. Mai 1911        | 30. Januar 2022    | 110 Jahre und 267 Tage | 40.445       | gestorben in Niederösterreich                                                      |
| 22 | Maria Lamprecht                 | 8. Juli 1905       | 12. März 2016      | 110 Jahre und 248 Tage | 40.425       | geboren in Österreich-Ungarn (Mähren), gestorben in Deutschland                    |
| 23 | Helga Doerk                     | 8. Februar 1908    | 2. Oktober 2018    | 110 Jahre und 236 Tage | 40.414       | geboren in Kärnten, gestorben in Deutschland                                       |
| 24 | Josefa Kogoj                    | 20. Oktober 1913   | 1. Juni 2024       | 110 Jahre und 225 Tage | 40.403       | geboren in Österreich-Ungarn, gestorben in Wien                                    |
| 25 | Maria Corba                     | 15. August 1878    | 8. März 1989       | 110 Jahre und 205 Tage | 40.382       | geboren in Österreich-Ungarn (Ungarn), gestorben in Deutschland                    |
| 26 | Maria Brandes                   | 11. August 1902    | 6. Februar 2013    | 110 Jahre und 179 Tage | 40.357       | geboren in Österreich-Ungarn (Ungarn), gestorben in Deutschland                    |
| 27 | Irmgard Genthe                  | 7. Mai 1914        | 30. September 2024 | 110 Jahre und 146 Tage | 40.324       | geboren in Österreich-Ungarn (Bukowina), gestorben in Deutschland                  |
| 28 | Elsie Rich                      | 6. August 1901     | 29. Dezember 2011  | 110 Jahre und 145 Tage | 40.322       | geboren in Niederösterreich, gestorben in den Vereinigten Staaten                  |
| 29 | Anna Seidel                     | 9. November 1913   | 1. April 2024      | 110 Jahre und 144 Tage | 40.321       | geboren in Österreich-Ungarn (Böhmen), gestorben in Deutschland                    |
| 30 | Rosa Broz                       | 18. Januar 1895    | 4. Juni 2005       | 110 Jahre und 137 Tage | 40.314       | geboren in Niederösterreich, gestorben in Niederösterreich                         |
| 31 | Hermina Dunz                    | 24. Februar 1898   | 14. Juni 2008      | 110 Jahre und 111 Tage | 40.287       | geboren in Österreich-Ungarn (Kroatien und Slawonien), gestorben in der Steiermark |
| 32 | Alice Herz-Sommer               | 26. November 1903  | 23. Februar 2014   | 110 Jahre und 89 Tage  | 40.267       | geboren in Österreich-Ungarn (Böhmen), gestorben im Vereinigten Königreich         |
| 33 | Margarethe Thurner              | 2. Februar 1913    | 21. April 2023     | 110 Jahre und 78 Tage  | 40.255       | gestorben in Wien                                                                  |
| 34 | Aloisia Karlhuber               | 19. Mai 1907       | 21. Juli 2017      | 110 Jahre und 63 Tage  | 40.241       | geboren in Niederösterreich, gestorben in Niederösterreich                         |
|    | Emma Wenda                      | 7. Juli 1915       |                    | 110 Jahre und 45 Tage  | 40.223       | geboren in Niederösterreich, lebt in Wien                                          |
| 35 | Anna Rohling                    | 12. Juli 1875      | 15. August 1985    | 110 Jahre und 34 Tage  | 40.211       | geboren in Österreich-Ungarn (Böhmen), gestorben in den Vereinigten Staaten        |
| 36 | Rosina Neubauer                 | 11. Oktober 1909   | 13. November 2019  | 110 Jahre und 33 Tage  | 40.210       | geboren in Österreich-Ungarn (Ungarn), gestorben in Deutschland                    |
| 37 | Franziska Maier                 | 23. April 1898     | 20. Mai 2008       | 110 Jahre und 27 Tage  | 40.204       | geboren in Österreich-Ungarn (Böhmen), gestorben in Deutschland                    |
| 38 | Romana Swoboda                  | 24. November 1902  | 29. November 2012  | 110 Jahre und 5 Tage   | 40.183       | geboren in Niederösterreich, gestorben in Wien                                     |

### Älteste Schweizer
Im Folgenden sind die ältesten Personen der Schweiz einschließlich Emigranten und Immigranten aufgeführt, die mindestens 110 Jahre alt wurden (Supercentenarians). Der älteste Mann, der in der Schweiz starb, war wahrscheinlich Pierre Gremion (5. März 1902 – 13. Februar 2012) mit einem Alter von 109 Jahren und 345 Tagen.
| #  | Name                          | Geburtsdatum      | Todesdatum         | Alter                  | Lebens- tage | Geburts- und Sterbeort (Region)                                   |
| -- | ----------------------------- | ----------------- | ------------------ | ---------------------- | ------------ | ----------------------------------------------------------------- |
| 01 | Rosa Rein                     | 24. März 1897     | 14. Februar 2010   | 112 Jahre und 327 Tage | 41.234       | geboren in Deutschland, gestorben im Kanton Tessin                |
| 02 | Alice Schaufelberger-Hunziker | 11. Januar 1908   | 16. November 2020  | 112 Jahre und 310 Tage | 41.218       | geboren im Kanton Aargau, gestorben im Kanton Zürich              |
| 03 | Marie Guerne-Graf             | 26. März 1912     | 23. Februar 2024   | 111 Jahre und 334 Tage | 40.876       | geboren im Kanton Luzern, gestorben im Kanton Bern                |
| 04 | Anna Furrer                   | 23. Juni 1913     | 23. Februar 2025   | 111 Jahre und 245 Tage | 40.788       | geboren im Kanton Obwalden, gestorben in Erstfeld, Kanton Uri     |
| 05 | Andrée Fehr-de Boulay         | 7. Februar 1882   | 19. Mai 1993       | 111 Jahre und 101 Tage | 40.643       | geboren in Frankreich, gestorben im Kanton Aargau                 |
| 06 | Emma Duvoisin                 | 5. Juli 1886      | 30. September 1997 | 111 Jahre und 87 Tage  | 40.629       | geboren im Kanton Bern, gestorben im Kanton Genf                  |
| 07 | Rosa Blaser Clark             | 25. April 1887    | 12. Juni 1998      | 111 Jahre und 48 Tage  | 40.590       | geboren im Kanton Bern, gestorben in den Vereinigten Staaten      |
| 08 | Anne Zando                    | 26. Juli 1914     | 25. Juli 2025      | 110 Jahre und 364 Tage | 40.542       | geboren in der Schweiz, gestorben in New Jersey, USA              |
| 09 | Nina Hofer-Lustenberger       | 28. November 1904 | 2. November 2015   | 110 Jahre und 339 Tage | 40.516       | geboren im Kanton Luzern, gestorben im Kanton Luzern              |
| 10 | Hedwig Hosig-Huggler          | 12. August 1903   | 31. Mai 2014       | 110 Jahre und 292 Tage | 40.470       | geboren im Kanton Bern, gestorben im Kanton Bern                  |
| 11 | Alice Roffler-Waldmeyer       | 14. April 1904    | 26. Januar 2015    | 110 Jahre und 287 Tage | 40.464       | geboren im Kanton Solothurn, gestorben im Kanton Basel-Landschaft |
| 12 | Francine Grandjean            | 4. Januar 1915    |                    | 110 Jahre und 229 Tage | 40.407       | geboren im Kanton Waadt, lebt in L’Orient, Kanton Waadt           |
| 13 | Adelheid Wehrle-Rieger        | 19. November 1899 | 28. Mai 2010       | 110 Jahre und 190 Tage | 40.367       | geboren im Kanton Basel-Stadt, gestorben im Kanton Basel-Stadt    |
| 14 | Anna Léglise                  | 1. September 1910 | 9. März 2021       | 110 Jahre und 189 Tage | 40.366       | geboren in der Schweiz, gestorben in Frankreich                   |
| 15 | Rodolphe Buxcel (M)           | 5. September 1908 | 26. Februar 2019   | 110 Jahre und 174 Tage | 40.351       | geboren in Russland, gestorben in den Vereinigten Staaten         |
| 16 | Anna Rauch-Lichtensteiger     | 17. August 1912   | 19. Januar 2023    | 110 Jahre und 155 Tage | 40.332       | geboren im Kanton Thurgau, gestorben im Kanton Thurgau            |
| 17 | Anna Huber                    | 5. April 1899     | 1. September 2009  | 110 Jahre und 149 Tage | 40.326       | geboren im Kanton Solothurn, gestorben im Kanton Solothurn        |
| 18 | Anna Ringier-Kieser           | 12. April 1896    | 3. September 2006  | 110 Jahre und 144 Tage | 40.320       | geboren im Kanton Aargau, gestorben im Kanton Aargau              |
| 19 | Marguerite Stäger Nerny       | 28. Juli 1905     | 17. Dezember 2015  | 110 Jahre und 142 Tage | 40.319       | geboren im Kanton Waadt, gestorben in Kanada                      |
|    | Martha Bühler-Meyer           | 25. Juli 1914     | 20. November 2024  | 110 Jahre und 118 Tage | 40.295       | geboren in der Schweiz, gestorben im Kanton Luzern                |
|    | Hedwig Zaugg                  | 17. Mai 1915      |                    | 110 Jahre und 96 Tage  | 40.274       | geboren im Kanton Bern, lebt in Huttwil, Kanton Bern              |
| 20 | Maurice Butty (M)             | 21. Oktober 1912  | 29. Dezember 2022  | 110 Jahre und 69 Tage  | 40.246       | geboren im Kanton Freiburg, gestorben in Frankreich               |
| 21 | Clara Schönholzer             | 8. Dezember 1899  | 29. Januar 2010    | 110 Jahre und 52 Tage  | 40.229       | geboren in der Schweiz, gestorben in Deutschland                  |
| 22 | Mathilde Bonzo-Wrede          | 29. Mai 1890      | 8. Juni 2000       | 110 Jahre und 10 Tage  | 40.187       | geboren in Preußen (Westfalen), gestorben in der Schweiz          |
| 23 | Anna Schwab-Kurt              | 6. Februar 1868   | 14. Februar 1978   | 110 Jahre und 8 Tage   | 40.185       | geboren im Kanton Bern, gestorben in den Vereinigten Staaten      |

### Älteste Luxemburger
Im Folgenden sind die ältesten Personen aus Luxemburg aufgeführt, die mindestens 110 Jahre alt wurden (Supercentenarians).
| # | Name                         | Geburtsdatum     | Todesdatum       | Alter                  | Lebens- tage | Geburts- und Sterbeort (Region)                                      |
| - | ---------------------------- | ---------------- | ---------------- | ---------------------- | ------------ | -------------------------------------------------------------------- |
| 1 | Germaine Litwinski-Kauffmann | 4. März 1908     | 17. Januar 2019  | 110 Jahre und 319 Tage | 40.496       | geboren im Kanton Luxemburg, gestorben im Kanton Esch an der Alzette |
| 2 | Johann „Jean“ Ley (M)        | 10. Februar 1903 | 20. Februar 2013 | 110 Jahre und 10 Tage  | 40.188       | geboren im Kanton Mersch, gestorben im Kanton Diekirch               |